# FFH-Gebiet Vollstedter See

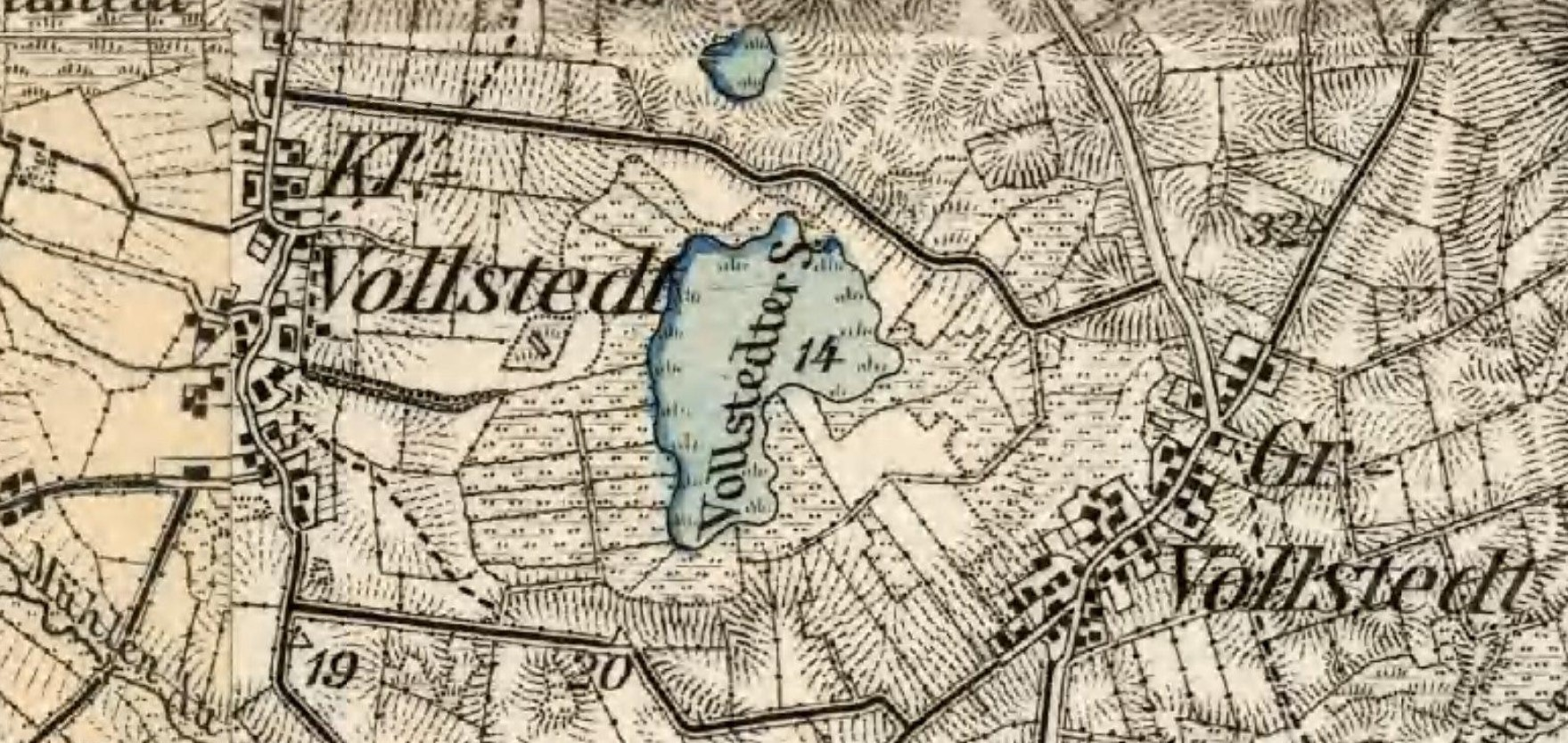
Bild 1: Vollstedter See um 1879

Das FFH-Gebiet Vollstedter See ist ein NATURA 2000-Schutzgebiet in Schleswig-Holstein im Kreis Rendsburg-Eckernförde in den Gemeinden Emkendorf und Groß Vollstedt. Es liegt in der Landschaft Westensee (Landschafts-ID 70210), die vom Bundesamt für Naturschutz (BfN) als Landschaft mit geringerer naturschutzfachlicher Bedeutung bewertet wird. Diese ist wiederum Teil der Naturräumlichen Großregion 2. Ordnung Schleswig-Holsteinisches Hügelland.
Das FFH-Gebiet Vollstedter See ist nach dem See zwischen dem Ortsteil Kleinvollstedt der Gemeinde Emkendorf und dem Ortsteil Vollstedt der Gemeinde Groß Vollstedt benannt. Es hat eine Fläche von 160 Hektar. Die größte Ausdehnung liegt in Westostrichtung und beträgt 2 Kilometer. Die höchste Erhebung mit 21 Meter über NN befindet sich am Südrand des FFH-Gebietes, den niedrigste Bereich bildet der mittlere Wasserspiegel des Vollstädter Sees mit 14,67 Meter über NN.
Das FFH-Gebiet liegt in einem Sandergebiet der Weichsel-Kaltzeit in dem sich im Holozän ein von Niedermoor umgebener See entwickelt hat. Fast die Hälfte des FFH-Gebietes wird von der FFH-Lebensraumklasse Moore, Sümpfe und Uferbewuchs eingenommen, siehe Diagramm 1. Im Süden befinden sich kleine Gehölze mit Laub- und Nadelwald, die in den dort anschließenden Staatsforst Rendsburg übergehen.
Der Vollstedter See hat drei größere Zuflüsse. Von Norden den Seekoppelgraben, vom Osten den Liethberggraben und von Südwesten den Seewiesengraben. Im Westen entwässert der Vollstedter See in den Seekanal, der über Mühlenau und Wehrau schließlich bei Osterrönfeld in den Nord-Ostsee-Kanal mündet.
Mitte des 19. Jahrhunderts wurde im Zuge des Ausbaus des Seekanals der Wasserstand des Vollstedter Sees um einen Meter gesenkt. Hierdurch wurden neue Flächen im Westen freigelegt. Diese wurden mit den Bau eines dichten Grabennetztes entwässert und als Acker- oder Weideland genutzt. Die Gräben sind auf der Karte des Deutschen Reiches von 1879 noch deutlich zu sehen, siehe Bild 1. Östlich von Kleinvollstedt gab es damals noch einen Torfstich. Die Trockenlegung des Niedermoores hatte zur Folge, dass die im Moor gebundenen Nährstoffe wie Phosphor und Stickstoff mineralisierten und in den See gelangten. Dies führte zum Algenwachstum im See und einem breiten Schilfgürtel an seinen Ufern. Dadurch hat sich die Wasserfläche im Laufe der Jahrzehnte auf seine jetzige Größe von 27,1 Hektar verringert.

## FFH-Gebietsgeschichte und Naturschutzumgebung

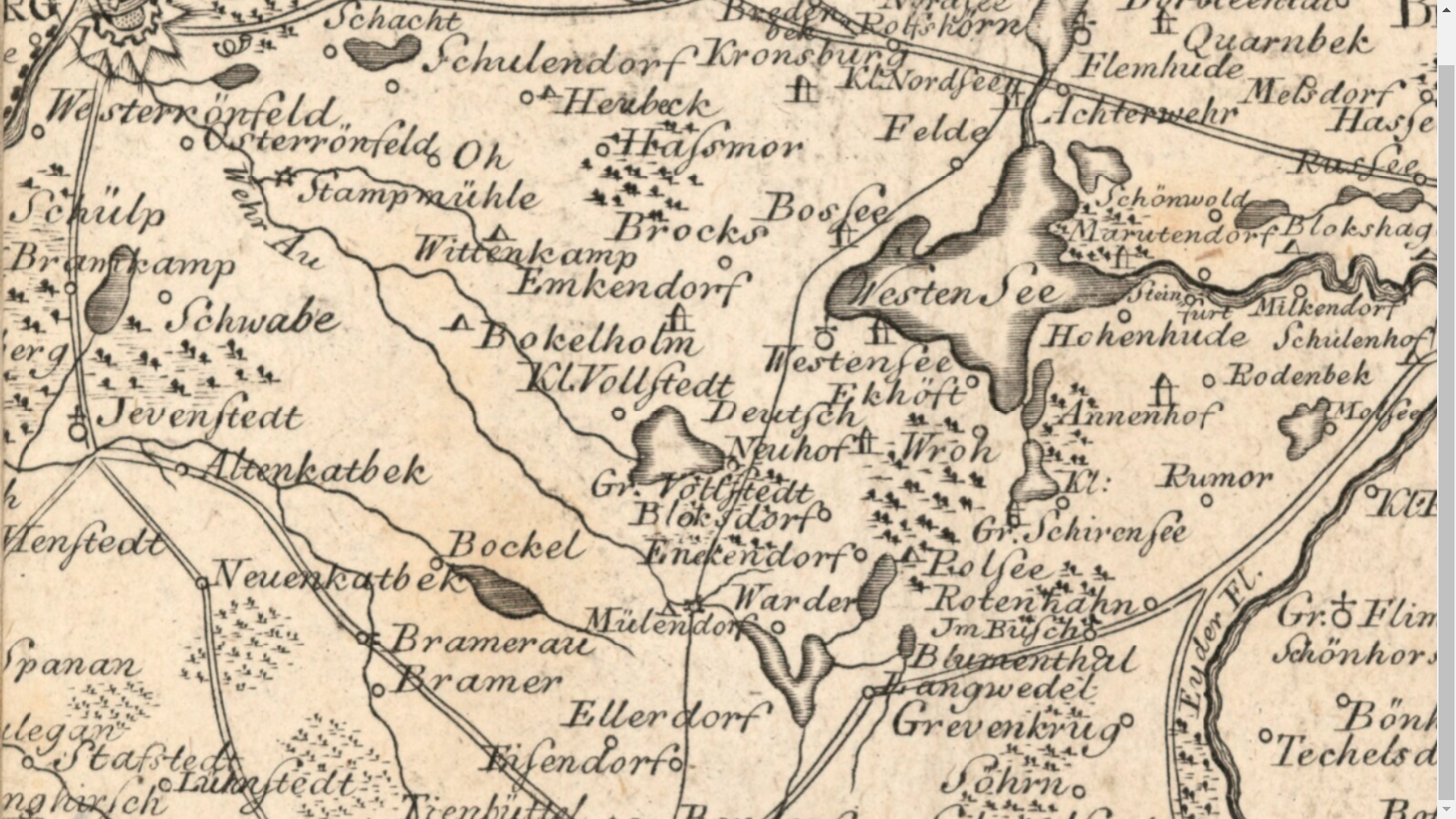
Bild 2: Vollstedter See um 1801

Der NATURA 2000-Standard-Datenbogen (SDB) für dieses FFH-Gebiet wurde im Februar 2006 vom Landesamt für Landwirtschaft, Umwelt und ländliche Räume (LLUR) des Landes Schleswig-Holstein erstellt, im September 2004 als Gebiet von gemeinschaftlicher Bedeutung (GGB) vorgeschlagen, im Oktober 2007 von der EU als GGB bestätigt und im Januar 2010 national nach § 32 Absatz 2 bis 4 BNatSchG in Verbindung mit § 23 LNatSchG als besonderes Erhaltungsgebiet (BEG) bestätigt. Der SDB wurde zuletzt im Mai 2019 aktualisiert. Der Managementplan für das FFH-Gebiet wurde am 21. November 2016 veröffentlicht.
Das LLUR hat mit der Gebietsbetreuung des FFH-Gebietes Vollstedter See gem. § 20 LNatSchG den Förderverein Natur Vollstedter See und Umgebung e.V. beauftragt.
Das FFH-Gebiet liegt in einem Schwerpunktbereich des regionalen Biotopverbundsystems und im Schwerpunktraum des landesweiten Biotopverbundsystems. Es grenzt im Nordosten an das am 17. März 2004 gegründete Landschaftsschutzgebiet Westenseelandschaft. Es ist weiterhin Teil des Naturparks Westensee. Das LLUR hat im Mai 2014 ein BIS-Faltblatt vom FFH-Gebiet Vollstedter See herausgegeben. Dort wird auf die Besonderheiten des FFH-Gebietes hingewiesen. Daneben befinden sich vier Infotafeln des landesweiten Besucher-Informationssystems (BIS) am Rundweg um den Vollstedter See. Im Nordosten befindet sich in der Nähe der Badestelle ein Parkplatz mit Infotafel.

## FFH-Erhaltungsgegenstand
Laut Standard-Datenbogen vom Mai 2019 sind folgende FFH-Lebensraumtypen (LRT) und Arten für das Gesamtgebiet als FFH-Erhaltungsgegenstände mit den entsprechenden Beurteilungen zum Erhaltungszustand der Umweltbehörde der Europäischen Union gemeldet worden (Gebräuchliche Kurzbezeichnung (BfN)):
FFH-Lebensraumtypen nach Anhang I der EU-Richtlinie:
- 3160 Dystrophe Stillgewässer (Gesamtbeurteilung B)[16]
- 6230* Artenreiche Borstgrasrasen (Gesamtbeurteilung C)[17]
- 6410 Pfeifengraswiesen (Gesamtbeurteilung B)[18]
- 7140 Übergangs- und Schwingrasenmoore (Gesamtbeurteilung B)[19]
- 7230 Kalkreiche Niedermoore (Gesamtbeurteilung B)[20]
- 91D0* Moorwälder (Gesamtbeurteilung B)[21]

Arten gemäß Artikel 4 der Richtlinie 2009/147/EG und Anhang II der Richtlinie 92/43/EWG und diesbezügliche Beurteilung des Gebiets:
- 1016 Bauchige Windelschnecke (Gesamtbeurteilung B)[23]

Die größten Flächen mit FFH-Lebensraumtypen liegen im Westen des FFH-Gebietes. Am westlichen und östlichen Rand herrscht noch weitgehend artenarmes Intensivgrünland vor.

## FFH-Erhaltungsziele
Aus den oben aufgeführten FFH-Erhaltungsgegenständen werden als FFH-Erhaltungsziele von besonderer Bedeutung die Erhaltung folgender Lebensraumtypen und Arten im FFH-Gebiet vom Ministerium für Energiewende, Landwirtschaft, Umwelt und ländliche Räume des Landes Schleswig-Holstein erklärt:
- 3160 Dystrophe Stillgewässer
- 6230* Artenreiche Borstgrasrasen
- 6410 Pfeifengraswiesen
- 7140 Übergangs- und Schwingrasenmoore
- 7230 Kalkreiche Niedermoore
- 91D0* Moorwälder
- 1016 Bauchige Windelschnecke

## FFH-Analyse und Bewertung
Das Kapitel FFH-Analyse und Bewertung im Managementplan beschäftigt sich unter anderem mit den aktuellen Gegebenheiten des FFH-Gebietes und den Hindernissen bei der Erhaltung und Weiterentwicklung der FFH-Lebensraumtypen. Die Ergebnisse fließen in den FFH-Maßnahmenkatalog ein.
Die Gesamtbeurteilung der FFH-Lebensraumtypen im Gebiet ist bezogen auf den Flächenanteil aller FFH-Lebensraumtypen fast vollständig mit gut (B) bewertet worden, siehe Diagramm 3. Lediglich der FFH-Lebensraumtyp 6230* Artenreiche Borstgrasrasen ist nicht mit gut bewertet worden. Dieser nimmt aber nur knapp 0,4 ‰ der Gesamtfläche ein. Diese Daten entstammen dem SDB vom Mai 2019.
Gut vier Zehntel der FFH-Gebietsfläche unterliegen sowohl dem Schutzstatus eines FFH-Lebensraumtyps als auch dem eines gesetzlich geschütztem Biotoptyps nach § 30 BNatSchG in Verbindung mit § 21 LNatSchG. Eine ebenso große Fläche hat keinen der beiden Schutzstati. Der Rest ist mit gesetzlich geschützten Biotoptypen bedeckt, siehe Diagramm 4.
Der See und die umliegenden Flächen befinden sich überwiegend in Privatbesitz, ausgenommen ist die Badestelle, die der Gemeinde Groß Vollstedt gehört. Der Stiftung Naturschutz Schleswig-Holstein gehören größere Grünlandflächen am Südrand des FFH-Gebietes und darüber hinaus. Diese werden extensiv beweidet.
Die kommunale Badestelle am Ostrand des Sees wird zur Badesaison hinsichtlich ihrer Badewasserqualität überwacht. Diese ist starken Schwankungen ausgesetzt, je nach der Wassermenge der Zuflüsse.
| Lfd. Nr. | Biotop-Nummer  | Schutzstatus             | Bezeichnung | Fläche [m²] | Erhaltungs-zustand | Lage                        | Kartierdatum |
| -------- | -------------- | ------------------------ | --- | ----------- | ------------------ | --------------------------- | ------------ |
| 1        | 325546010-0431 | LRT + ges. gesch. Biotop | 6510 Magere Flachland-Mähwiesen; GMm Mesophiles Grünland frischer Standorte | 1136        | C                  | 54° 14′ 42″ N, 9° 51′ 8″ O  | 21.08.2019   |
| 2        | 325546010-0407 | ges. gesch. Biotop       | NRs Schilf-, Rohrkolben-, Teichsimsen-Röhricht | 1187        |                    | 54° 14′ 42″ N, 9° 50′ 58″ O | 01.08.2019   |
| 3        | 325546010-0406 | ges. gesch. Biotop       | WBe Erlen-Bruchwald | 26219       |                    | 54° 14′ 38″ N, 9° 51′ 1″ O  | 01.08.2019   |
| 4        | 325546010-0415 | ges. gesch. Biotop       | WBw Weiden-Bruchwald | 83469       |                    | 54° 14′ 33″ N, 9° 50′ 51″ O | 01.08.2019   |
| 5        | 325546010-0422 | LRT + ges. gesch. Biotop | 7140 Übergangs- und Schwingrasenmoore; NSa Nährstoffarmer Sumpf | 5605        | C                  | 54° 14′ 36″ N, 9° 50′ 50″ O | 06.08.2019   |
| 6        | 325546010-0412 | LRT + ges. gesch. Biotop | 6410 Pfeifgraswiesen; Artenreiche Pfeifengraswiese | 886         | C                  | 54° 14′ 38″ N, 9° 50′ 54″ O | 09.08.2019   |
| 7        | 325546010-0409 | ges. gesch. Biotop       | NRs Schilf-, Rohrkolben-, Teichsimsen-Röhricht, NSc Sumpfreitgras-Sumpf | 366         |                    | 54° 14′ 37″ N, 9° 50′ 50″ O | 09.08.2019   |
| 8        | 325546010-0408 | LRT + ges. gesch. Biotop | 7140 Übergangs- und Schwingrasenmoore; NSc Sumpfreitgras-Sumpf | 4977        | C                  | 54° 14′ 34″ N, 9° 50′ 44″ O | 01.08.2019   |
| 9        | 325546010-0410 | LRT + ges. gesch. Biotop | 7140 Übergangs- und Schwingrasenmoore; NSa Nährstoffarmer Sumpf | 7630        | C                  | 54° 14′ 31″ N, 9° 50′ 47″ O | 01.08.2019   |
| 10       | 325546010-0403 | ges. gesch. Biotop       | GFr Sonstiges artenreiches Feuchtgrünland | 2164        |                    | 54° 14′ 25″ N, 9° 50′ 50″ O | 06.08.2019   |
| 11       | 325546010-0404 | LRT + ges. gesch. Biotop | 7140 Übergangs- und Schwingrasenmoore; WBw Weiden-Bruchwald; NRa Nährstoffarmes Röhricht                                                                                                | 100091      | C                  | 54° 14′ 26″ N, 9° 50′ 52″ O | 01.08.2019   |
| 12       | 325546010-0405 | LRT + ges. gesch. Biotop | 7140 Übergangs- und Schwingrasenmoore; WBw Weiden-Bruchwald; NRs Schilf-, Rohrkolben-, Teichsimsen-Röhricht, NRa Nährstoffarmes Röhricht                                                | 97285       | C                  | 54° 14′ 32″ N, 9° 51′ 7″ O  | 01.08.2019   |
| 13       | 325546010-0413 | LRT + ges. gesch. Biotop | 7140 Übergangs- und Schwingrasenmoore; NSa Nährstoffarmer Sumpf | 2396        | C                  | 54° 14′ 31″ N, 9° 50′ 59″ O | 01.08.2019   |
| 14       | 325546010-0432 | LRT                      | 7140 Übergangs- und Schwingrasenmoore | 1700        | C                  | 54° 14′ 34″ N, 9° 51′ 3″ O  | 21.08.2019   |
| 15       | 325546010-0909 | LRT + ges. gesch. Biotop | 3160 Dystrophe Stillgewässer | 277783      | k. A.              | 54° 14′ 26″ N, 9° 51′ 17″ O | 26.07.2016   |
| 16       | 325546010-0402 | LRT + ges. gesch. Biotop | 3160 Dystrophe Stillgewässer | 1239        | C                  | 54° 14′ 34″ N, 9° 51′ 14″ O | 01.08.2019   |
| 17       | 325546010-0401 | ges. gesch. Biotop       | NRs Schilf-, Rohrkolben-, Teichsimsen-Röhricht; NSc Sumpfreitgras-Sumpf | 2390        |                    | 54° 14′ 37″ N, 9° 51′ 16″ O | 01.08.2019   |
| 18       | 325546010-0903 | ges. gesch. Biotop       | NRs Schilf-, Rohrkolben-, Teichsimsen-Röhricht | 131         |                    | 54° 14′ 35″ N, 9° 51′ 16″ O | 26.09.2016   |
| 19       | 325546010-0904 | ges. gesch. Biotop       | WBw Weiden-Bruchwald | 5628        |                    | 54° 14′ 37″ N, 9° 51′ 17″ O | 26.09.2016   |
| 20       | 325546010-0901 | ges. gesch. Biotop       | NRs Schilf-, Rohrkolben-, Teichsimsen-Röhricht | 358         |                    | 54° 14′ 38″ N, 9° 51′ 18″ O | 26.09.2016   |
| 21       | 325546010-0902 | ges. gesch. Biotop       | NRs Schilf-, Rohrkolben-, Teichsimsen-Röhricht | 4071        |                    | 54° 14′ 37″ N, 9° 51′ 21″ O | 26.09.2016   |
| 22       | 325546010-0906 | LRT + ges. gesch. Biotop | 7230 Kalkreiche Niedermoore; NSb Basenreicher, nährstoffarmer Sumpf | 974         | k. A.              | 54° 14′ 36″ N, 9° 51′ 23″ O | 26.09.2016   |
| 23       | 325546010-0908 | ges. gesch. Biotop       | NSs Großseggenried | 789         |                    | 54° 14′ 36″ N, 9° 51′ 24″ O | 26.09.2016   |
| 24       | 325546010-0907 | ges. gesch. Biotop       | NRs Schilf-, Rohrkolben-, Teichsimsen-Röhricht | 190         |                    | 54° 14′ 36″ N, 9° 51′ 25″ O | 26.09.2016   |
| 25       | 325546010-0905 | ges. gesch. Biotop       | WBw Weiden-Bruchwald | 1014        |                    | 54° 14′ 35″ N, 9° 51′ 27″ O | 26.09.2016   |
| 26       | 325566010-0901 | ges. gesch. Biotop       | WBw Weiden-Bruchwald | 7753        |                    | 54° 14′ 26″ N, 9° 51′ 35″ O | 26.09.2016   |
| 27       | 325566010-0914 | ges. gesch. Biotop       | NRs Schilf-, Rohrkolben-, Teichsimsen-Röhricht | 13290       |                    | 54° 14′ 23″ N, 9° 51′ 40″ O | 26.09.2016   |
| 28       | 325566010-0907 | ges. gesch. Biotop       | NRs Schilf-, Rohrkolben-, Teichsimsen-Röhricht | 11244       |                    | 54° 14′ 24″ N, 9° 51′ 44″ O | 26.09.2016   |
| 29       | 325566010-0902 | ges. gesch. Biotop       | GFr Sonstiges artenreiches Feuchtgrünland | 6743        |                    | 54° 14′ 26″ N, 9° 51′ 46″ O | 27.09.2016   |
| 30       | 325566010-0911 | ges. gesch. Biotop       | NSj Binsen- und Simsenried | 4834        |                    | 54° 14′ 26″ N, 9° 51′ 50″ O | 27.09.2016   |
| 31       | 325566010-0908 | ges. gesch. Biotop       | WBe Erlen-Bruchwald | 4799        |                    | 54° 14′ 24″ N, 9° 51′ 49″ O | 27.09.2016   |
| 32       | 325566010-0912 | ges. gesch. Biotop       | GNr Nährstoffreiches Nassgrünland | 7726        |                    | 54° 14′ 22″ N, 9° 51′ 49″ O | 27.09.2016   |
| 33       | 325566010-0904 | LRT + ges. gesch. Biotop | 6510 Magere Flachland-Mähwiesen; GMm Mesophiles Grünland frischer Ausprägung | 1847        | k. A.              | 54° 14′ 28″ N, 9° 51′ 54″ O | 27.09.2016   |
| 34       | 325566010-0906 | ges. gesch. Biotop       | NRs Schilf-, Rohrkolben-, Teichsimsen-Röhricht | 1899        |                    | 54° 14′ 18″ N, 9° 51′ 51″ O | 26.09.2016   |
| 35       | 325566010-0903 | ges. gesch. Biotop       | GFr Sonstiges artenreiches Feuchtgrünland | 7741        |                    | 54° 14′ 20″ N, 9° 51′ 50″ O | 27.09.2016   |
| 36       | 325566010-0910 | ges. gesch. Biotop       | WBw Weiden-Bruchwald | 667         |                    | 54° 14′ 21″ N, 9° 51′ 39″ O | 26.09.2016   |
| 37       | 325566010-0909 | ges. gesch. Biotop       | WBw Weiden-Bruchwald | 1051        |                    | 54° 14′ 20″ N, 9° 51′ 38″ O | 26.09.2016   |
| 38       | 325566010-0905 | ges. gesch. Biotop       | NRs Schilf-, Rohrkolben-, Teichsimsen-Röhricht | 10339       |                    | 54° 14′ 19″ N, 9° 51′ 32″ O | 26.09.2016   |
| 39       | 325566010-0913 | ges. gesch. Biotop       | NRs Schilf-, Rohrkolben-, Teichsimsen-Röhricht | 4673        |                    | 54° 14′ 20″ N, 9° 51′ 30″ O | 26.09.2016   |
| 40       | 325566010-0401 | LRT + ges. gesch. Biotop | 6510 Magere Flachland-Mähwiesen; GMf Mesophiles Grünland mit Feuchtezeigern, GMm Mesophiles Grünland frischer Ausprägung                                                                | 4884        | C                  | 54° 14′ 18″ N, 9° 51′ 36″ O | 16.05.2019   |
| 41       | 325546010-0428 | ges. gesch. Biotop       | GNr Nährstoffreiches Nassgrünland | 2243        |                    | 54° 14′ 10″ N, 9° 51′ 25″ O | 06.08.2019   |
| 42       | 325546008-0462 | ges. gesch. Biotop       | 85 % GFr Sonstiges artenreiches Feuchtgrünland, 10 % GNr Nährstoffreiches Seggen- und binsenreiches Nassgrünland der der Sumpfdotterblumenwiesen, 5 % GNr Nährstoffreiches Nassgrünland | 29045       |                    | 54° 14′ 10″ N, 9° 51′ 25″ O | 06.08.2019   |
| 43       | 325546010-0427 | LRT + ges. gesch. Biotop | 7140 Übergangs- und Schwingrasenmoore; GNa Nährstoff- und basenarmes Seggen- und binsenreiches Nassgrünland                                                                             | 409         | C                  | 54° 14′ 9″ N, 9° 51′ 15″ O  | 06.08.2019   |
| 44       | 325546010-0426 | LRT + ges. gesch. Biotop | 7230 Kalkreiche Niedermoore; GNb Nährstoffarmes aber basenreiches Seggen- und binsenreiches Nassgrünland                                                                                | 2.001       |                    | 54° 14′ 10″ N, 9° 51′ 13″ O | 06.08.2019   |
| 45       | 325546010-0417 | LRT + ges. gesch. Biotop | 7140 Übergangs- und Schwingrasenmoore; NRa (Land)Röhrichte auf nährstoffarmen Standorten                                                                                                | 40163       | C                  | 54° 14′ 16″ N, 9° 50′ 51″ O | 02.08.2019   |
| 46       | 325546010-0419 | LRT + ges. gesch. Biotop | 7140 Übergangs- und Schwingrasenmoore; 35 % WBw Weiden-Bruchwald, 35 % WBb Birken-Bruchwälder und Brüche, 30 % NRa (Land)Röhrichte auf nährstoffarmen Standorten                        | 15552       | C                  | 54° 14′ 10″ N, 9° 50′ 52″ O | 02.08.2019   |
| 47       | 325546010-0416 | LRT + ges. gesch. Biotop | 91D0* Moorwälder; MWs Torfmoosreicher sekundärer Moorwald | 64060       | C                  | 54° 14′ 10″ N, 9° 50′ 43″ O | 23.06.2017   |
| 48       | 325546008-0461 | LRT + ges. gesch. Biotop | 6410 Pfeifgraswiesen; GNp Nährstoffarmes Nassgrünland mit Pfeifengras | 1451        | C                  | 54° 14′ 5″ N, 9° 50′ 54″ O  | 23.06.2017   |
| 49       | 325546008-0460 | ges. gesch. Biotop       | NRs Schilf-, Rohrkolben-, Teichsimsen-Röhricht | 696         |                    | 54° 14′ 5″ N, 9° 50′ 52″ O  | 02.08.2019   |
| 50       | 325546010-0433 | ges. gesch. Biotop       | Sonstiger Bruchwald | 2261        |                    | 54° 14′ 10″ N, 9° 50′ 49″ O | 21.08.2019   |
| 51       | 325546010-0421 | LRT + ges. gesch. Biotop | 91D0* Moorwälder; MWs Torfmoosreicher sekundärer Moorwald | 8323        | C                  | 54° 14′ 20″ N, 9° 50′ 53″ O | 08.08.2019   |
| 52       | 325546010-0420 | LRT + ges. gesch. Biotop | 7140 Übergangs- und Schwingrasenmoore; GNa Nährstoff- und basenarmes Seggen- und binsenreiches Nassgrünland                                                                             | 2601        | k. A.              | 54° 14′ 21″ N, 9° 50′ 46″ O | 08.08.2019   |
| 53       | 325546010-0418 | LRT + ges. gesch. Biotop | 7140 Übergangs- und Schwingrasenmoore; GNa Nährstoff- und basenarmes Seggen- und binsenreiches Nassgrünland                                                                             | 6613        | C                  | 54° 14′ 20″ N, 9° 50′ 42″ O | 08.08.2019   |
| 54       | 325546010-0411 | ges. gesch. Biotop       | FLs Naturnahes lineares Gewässer mit Sumpfvegetation | 337         |                    | 54° 14′ 20″ N, 9° 50′ 38″ O | 08.08.2019   |
| 55       | 325546010-0429 | ges. gesch. Biotop       | GNm Mäßig nährstoffreiches Nassgrünland | 5996        |                    | 54° 14′ 19″ N, 9° 50′ 35″ O | 08.08.2019   |
| 56       | 325546010-0423 | LRT + ges. gesch. Biotop | 7140 Übergangs- und Schwingrasenmoore; GNa Nährstoff- und basenarmes Seggen- und binsenreiches Nassgrünland                                                                             | 2921        | C                  | 54° 14′ 14″ N, 9° 50′ 32″ O | 08.08.2019   |
| 57       | 325546010-0424 | LRT + ges. gesch. Biotop | 7140 Übergangs- und Schwingrasenmoore; 50 % NSa Nährstoffarmer Sumpf, 50 % NSc Sumpfreitgras-Sumpf                                                                                      | 3986        | C                  | 54° 14′ 10″ N, 9° 50′ 32″ O | 08.08.2019   |
| 58       | 325546010-0425 | ges. gesch. Biotop       | GNr Nährstoffreiches Nassgrünland | 2139        |                    | 54° 14′ 9″ N, 9° 50′ 29″ O  | 08.08.2019   |
| 59       | 325546010-0434 | ges. gesch. Biotop       | NRs Schilf-, Rohrkolben-, Teichsimsen-Röhricht | 523         |                    | 54° 14′ 8″ N, 9° 50′ 31″ O  | 20.08.2019   |
| 60       | 325546008-0459 | ges. gesch. Biotop       | GNm Mäßig nährstoffreiches Nassgrünland | 2450        |                    | 54° 14′ 6″ N, 9° 50′ 36″ O  | 09.08.2019   |
| 61       | 325546008-0457 | ges. gesch. Biotop       | FSy Sonstiges Stillgewässer | 878         |                    | 54° 14′ 3″ N, 9° 50′ 25″ O  | 08.08.2019   |
| 62       | 325546008-0458 | ges. gesch. Biotop       | FSy Sonstiges Stillgewässer | 472         |                    | 54° 14′ 4″ N, 9° 50′ 22″ O  | 08.08.2019   |
| 63       | 325546008-0456 | ges. gesch. Biotop       | GFf Artenreicher Flutrasen | 401         |                    | 54° 14′ 6″ N, 9° 50′ 14″ O  | 08.08.2019   |
| 64       | 325546010-0430 | ges. gesch. Biotop       | FSy Sonstiges Stillgewässer | 445         |                    | 54° 14′ 13″ N, 9° 50′ 20″ O | 08.08.2019   |

## FFH-Maßnahmenkatalog
Der FFH-Maßnahmenkatalog im Managementplan führt neben den bereits durchgeführten Maßnahmen geplante Maßnahmen zur Erhaltung und Entwicklung der FFH-Lebensraumtypen im FFH-Gebiet an. Die Maßnahmen sind in einer Maßnahmenkarte lokalisiert und 23 Maßnahmenblättern konkretisiert.
Schwerpunkte der geforderten Maßnahmen ist zum einen die Verbesserung der Wasserqualität im Vollstedter See und zum anderen der Erhalt und die Weiterentwicklung der Niedermoorflächen im Niederungsgebiet. Dies ist mit einer Ausweitung der extensiven Nutzung der umliegenden Grünlandflächen, einer Sicherstellung des derzeitigen Wasserstandes durch die Solgleite im Seekanal, sowie die Verbesserung der Wasserqualität aus dem Einzugsgebiet des Sees hinsichtlich des Nährstoffgehaltes (Stickstoff und Phosphor) verbunden.

## FFH-Erfolgskontrolle und Monitoring der Maßnahmen
Eine FFH-Erfolgskontrolle und Monitoring der Maßnahmen findet in Schleswig-Holstein alle 6 Jahre statt. Die Ergebnisse des letzten Monitorings wurden am 20. Januar 2012 veröffentlicht (Stand April 2022). Im Zeitraum 2016 bis 2019 wurde eine Nachkartierung des FFH-Gebietes mit Angabe der Biotop- und FFH-Lebensraumtypen durchgeführt, siehe Tabelle 1.